# Mamita (Georgia)
Mamita (en georgiano: მამითა; en osetio: Мамитӕ) es un pueblo que pertenece a la parcialmente reconocida República de Osetia del Sur, parte del distrito de Tsjinval, aunque de iure pertenece al municipio de Kurta de la región de Iberia Interior de Georgia.

## Geografía
Mamita se encuentra en el lado izquierdo del río Gran Liajvi, a 7 km de Tsjinvali. La aldea se administra desde el pueblo de Kemerti. 

## Historia
De 1922 a 1990, formó parte del distrito de Tsjinval del óblast autónomo de Osetia del Sur. De 1990 a 2006, formó parte del raión de Kareli y, desde 2006, forma parte del municipio de Kurta.  

## Demografía
La evolución demográfica de Mamita entre 1939 y 2015 fue la siguiente:
| 94                                                       | 100 | 72 | 56 | 60 | 0 |
| (Fuente: Population of South Ossetia since Soviet times) |     |    |    |    |   |

Según el censo soviético de 1959, la mayoría de la población local eran osetios.  En los distintos censos, la composición étnica del pueblo era la siguiente:
|              | 1989      | 1989       |
| Grupo étnico | Población | Porcentaje |
| ------------ | --------- | ---------- |
| Georgianos   | 60        | 100%       |
| Osetios      | 0         | 0%         |
| Total        | 60        | 100%       |